# Zo mooi als jij
Zo mooi als jij is een single van de 3JS speciaal voor de inhuldiging van Willem-Alexander der Nederlanden als Koning der Nederlanden. Het is de tweede single afkomstig van het verzamelalbum Het Beste van 3JS: Totzoverder en tevens de laatste single waarop Jaap de Witte te horen is. In de animatieclip is het trio te zien als koetsier om Máxima Zorreguieta op de ochtend van Koninginnedag op te halen en haar naar de dam in Amsterdam te vervoeren. Op het laatst geeft zij een kushandje aan De Witte die dan in zijn zoon verandert.